# Redline (gra komputerowa)
Redline (znane też jako Redline: Gang Warfare 2066) – wydana w 1999 roku gra komputerowa, będąca połączeniem gry first-person shooter i gry samochodowej. Akcja dzieje się w zdominowanym przez wojny gangów postnuklearnym świecie 2066 roku.

## Fabuła
Akcja gry rozgrywa się w świecie po wojnie nuklearnej stoczonej na początku dwudziestego pierwszego wieku, która wywołała zaburzenie orbity Księżyca, powodując jego nienaturalne zbliżenie się do Ziemi i zabarwienie nieba na brunatnoczerwono. Ziemia znajduje się w stanie klęski ekologicznej, pokrywają ją ogromne połacie wyniszczonych, jałowych pustkowi. Większość miast znalazła się w stanie ruiny i dewastacji, stając się areną walk rywalizujących ze sobą gangów. Wystarczająco bogaci szefowie i pracownicy megakorporacji wybudowali nad niektórymi miastami gigantyczne kopuły ochronne i zamknęli się w nich, aby wieść spokojnie bezpieczne życie. Zdecydowanej większości ludzi pozostała trudna walka o przetrwanie we wrogim i wyniszczonym świecie.
Gracz wciela się w bezimiennego mieszkańca Stadium City, miasta będącego pod kuratelą Company, jednego z gangów. Bohater od dawna pragnie dołączyć do Company, ale jego "podania" są wciąż konsekwentnie odrzucane. Któregoś dnia na Stadium City napadają członkowie wrogiego gangu Red Sixers. Pierwszym zadaniem gracza jest rozprawić się z napastnikami, po wypełnieniu którego nasz bohater staje przed obliczem szefa Company Liddy'ego i zostaje wreszcie przyjęty w szeregi organizacji. Kolejne misje polegają na realizowaniu różnych zleceń naszych mocodawców (wyegzekwowanie nieuregulowanego długu, odbicie wykradzionego przez wrogi gang bojowego pojazdu), a w miarę jak nasz szef darzy nasz coraz większym zaufaniem, są nam powierzane coraz ważniejsze zadania. Najczęściej poruszamy się uzbrojony po zęby samochodem, ale w każdej chwili możemy wysiąść i kontynuować na piechotę. Zwiedzana przez gracza scenerie to głównie rozległe obszary jałowego wastelandu oraz wyludnione, zdewastowane miasta.

### Gangi w grze
- Company - gang, do którego wstępuje protagonista gry. Rządzony przez szefa o imieniu Libby, przypomina nieco dwudziestowieczną mafię. Najmniej okrutny i krwiożerczy z istniejących gangów.
- Templars – grupa obłąkanych fanatyków religijnych, pragnących oczyścić świat (czytaj: wymordować wszystko co się rusza). Czczą potwory z dwudziestowiecznych horrorów, wierząc że wszystkie były prawdziwe i kiedyś powrócą na Ziemię.
- Leppers - czyli po polsku trędowaci. Pół-androidy pół-ludzie, którzy wskutek napromieniowania stopniowo tracą kolejne fragmenty swoich ciał i zastępują je elementami cybernetycznymi i mechanicznymi.
- Red Sixers - ich nazwa pochodzi od choroby Red Six wywoływanej przez niewłaściwe użycie odkrytej po wojnie nowej formy energii o nazwie orgone. Owa energia, użyta w sposób nieumiejętny, posiadała ogromne skutki uboczne, zmieniając ludzi w zmutowanych psychopatycznych kanibali o patologicznie przerośniętej muskulaturze i czerwono zabarwionej skórze. Szefem Red Sixers jest Rant, końcowy boss gry.

## Muzyka
Ścieżka dźwiękowa towarzysząca przy graniu to ciężki, dobrze ilustrujący brutalną postnuklearną rzeczywistość industrial-metal i momentami szybkie techno. Poszczególne utwory są umieszczone w podkatalogu gry w formacie wave.